# António Luís de Sousa

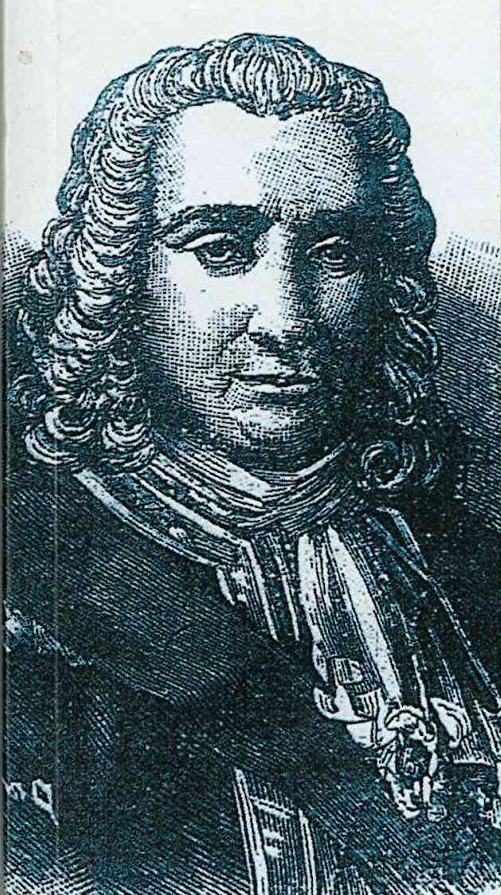
António Luís de Sousa

António Luís de Sousa, graaf van Prado en markies van Minas (6 april 1644 – 25 december 1721) was een Portugees generaal en gouverneur-generaal van Portugees Brazilië tussen 1684 en 1687. Daarna was hij oorlogsraadgever van de Portugese koning.
Hij vocht reeds op jonge leeftijd mee met zijn vader tijdens de Portugese restauratieoorlog.
Aanvankelijk steunde koning Peter II van Portugal Frankrijk tijdens de Spaanse Successieoorlog, maar in 1703 ondertekende Portugal het Verdrag van Methuen waardoor het land wisselde van kamp.
Portugal werd in 1704 aangevallen door James FitzJames, hertog van Berwick, maar doordat het op eigen terrein werd bekampt door de geallieerden kon Spanje de veldtocht te weinig ondersteunen zodat Minas de hertog van Berwick kon terugslaan. Vanaf toen ondersteunde hij de Engelse expeditie in Spanje, onder leiding van Henri de Massue, hertog van Galway, en Charles Mordaunt, |graaf van Peterborough, met als hoofddoel Badajoz. 
De organisatie en communicatie van de Engelse generaals was zo zwak dat de Franse generaal René de Froulay de Tessé er geen enkele moeite mee had de invasie af te slaan. In 1706 werd Tessé echter verslagen en plande Minas een nieuwe aanval, deze keer recht op het hart van Spanje. Hij veroverde Madrid en riep keizer Karel VI uit tot koning van Spanje.
De geallieerde macht in Spanje stond echter te zwak om zijn overwinning door te drukken. Verzet van het volk en de nederlaag bij de Slag bij Almansa, opnieuw tegen de hertog van Berwick dwong Portugal tot terugtrekken.
- Gemeinsame Normdatei: 1049617320
- Virtual International Authority File: 308179185